# Mine de Cresson
La mine de Cresson est une mine à ciel ouvert et souterraine d'or située près de la ville de Cripple Creek dans le Colorado aux États-Unis. Si la mine a ouvert en 1892, les opérations à ciel ouvert n'ont que commencé en 1995. En 1999, la mine est acquise à 66 % par AngloGold Ashanti, avant de l'être totalement en 2008.